# Хуррамзамін
Хуррамзамі́н (тадж. Хуррамзамин) — село у складі Хатлонської області Таджикистану. Входить до складу Фархорського джамоату Фархорського району.
Назва означає квітуча земля. Колишня назва — Тугуль, Тугуль 1-й, Шортепа, сучасна назва — з 29 березня 2012 року.
Населення — 2467 осіб (2010; 2878 в 2009).